# آرامگاه یویا و تویا
آرامگاه یویا و تویا (انگلیسی: Tomb of Yuya and Thuya) که با شماره آرامگاه KV46 نیز شناخته می‌شود، محل دفن اشراف‌زادگان مصر باستان، یعنی یویا و همسرش تویا، در دره پادشاهان است. آن‌ها والدین ملکه تیه (ملکه)، همسر بزرگ سلطنتی فرعون آمنهوتپ سوم بودند. این آرامگاه در فوریه ۱۹۰۵ توسط مصرشناس جیمز ای. کوئیبل، با حمایت مالی میلیونر آمریکایی تئودور ام. دیویس کشف شد. این آرامگاه در دوران باستان مورد سرقت قرار گرفت اما مقدار زیادی از محتویات اصلی آن، از جمله صندوق‌ها، تخت‌ها، صندلی‌ها، یک گردونه و تعداد زیادی خمره نگهداری، حفظ شد. همچنین، مومیایی‌های دست‌خورده اما سالم یویا و تویا در میان تابوت‌های به‌هم‌ریخته آن‌ها یافت شد. پیش از کشف آرامگاه توت‌عنخ‌آمون، این کشف یکی از بزرگ‌ترین اکتشافات مصرشناسی محسوب می‌شد.

## تاریخچه

### تدفین و سرقت‌ها
یویا و تویا از اشراف‌زادگان مصر باستان بودند که در میانه دودمان هجدهم مصر در دوران پادشاهی نوین مصر زندگی می‌کردند. این زوج از اخمیم بودند و دارای القابی مرتبط با پرستش خدای محلی مین (اسطوره) بودند. با وجود این‌که از خاندان سلطنتی نبودند، دخترشان تیه (ملکه) به همسر بزرگ سلطنتی فرعون آمنهوتپ سوم تبدیل شد. آن‌ها در یک آرامگاه خصوصی در دره پادشاهان به خاک سپرده شدند.
آرامگاه آن‌ها در دوران مصر باستان احتمالاً سه بار مورد سرقت قرار گرفت: نخستین بار اندکی پس از بسته شدن آرامگاه و سپس دو بار دیگر در طول ساخت آرامگاه‌های مجاور، یعنی KV3 و KV4. در نخستین سرقت، تنها اشیای فاسدشدنی مانند روغن خارج شد؛ آن‌هایی که فاسد شده بودند، به جا ماندند. اما در سرقت‌های دوم و سوم، دزدان بیشتر جواهرات و پارچه‌های مرتبط با مومیایی‌ها را بردند. پس از این سرقت‌ها، تلاش اندکی برای بازگرداندن نظم به آرامگاه انجام شد؛ جسد تویا با یک پوشش پوشانده شد، صندوق‌ها مجدداً پر شدند و مسدودکننده شکسته تا حدی بازچینی شد.

### کشف و تخلیه
آرامگاه یویا و تویا، با شماره KV46، در ۵ فوریه ۱۹۰۵ در جریان کاوش‌هایی که توسط جیمز کوئیبل و به نمایندگی از تئودور دیویس انجام شد، کشف گردید. این آرامگاه در دره‌ای فرعی میان KV3 و KV4 قرار دارد. فصل کاوش‌های پیشین دیویس در سال‌های ۱۹۰۲–۱۹۰۳ آرامگاه‌های تحوتموس چهارم (KV43) و حتشپسوت (KV20) را در یک دره کوچک کشف کرده بود و کاوش‌ها در ۱۷ دسامبر ۱۹۰۴ در این منطقه از سر گرفته شد. پس از آن‌که در ژانویه ۱۹۰۵ چیزی کشف نشد، کاوش‌ها به منطقه‌ای باریک و ناشناخته میان آرامگاه‌های KV3 و KV4 منتقل شد. این منطقه با «توده‌ای بزرگ از سنگ‌ریزه‌ها که به‌وضوح مصنوعی و برای مدت طولانی دست‌نخورده بود» پوشیده شده بود. کوئیبل گمان می‌کرد که این منطقه ممکن است آرامگاهی قدیمی‌تر را پنهان کرده باشد. دیویس این منطقه را «کاملاً نامیدکننده» توصیف کرد، اما اظهار داشت که «کاوش دقیق ارزشش را دارد و دانستن تمام جزئیات این دره، حتی اگر چیزی کشف نشود، رضایت‌بخش خواهد بود.»
کاوش در ۲۵ ژانویه ۱۹۰۵ آغاز شد و در ۶ فوریه، دیویس توسط سرکارگر و کارگران هیجان‌زده‌اش اولین پله آرامگاه را مشاهده کرد؛ تا عصر ۱۲ فوریه، در ورودی کاملاً نمایان شد. در و سرستون تزئین‌شده در سنگ یکپارچه تراشیده شده و اندازه آن ۴٫۰۲ در ۱٫۳۵ متر (۱۳٫۲ در ۴٫۴ فوت) بود. این ورودی با سنگ‌هایی که با گچ گل اندود شده بودند، مسدود شده بود اما بخش بالایی آن به اندازه ۱۸ اینچ (۴۶ سانتیمتر) باز بود، که نشان می‌داد آرامگاه در دوران باستان باز شده و احتمالاً مورد سرقت قرار گرفته است. باوجود تاریکی تقریباً کامل، دیویس و آرتور ویگال، بازرس ارشد جدید آثار باستانی، از شکاف در ورودی نگاهی انداختند و یک راهرو با شیب تند مشاهده کردند؛ دیویس همچنین یک عصا را در نزدیکی در ورودی تشخیص داد. ازآنجاکه نردبانی در دسترس نبود، پسر کوچک ریس (سرکارگر) را به داخل فرستادند تا شیء را بیرون بیاورد. او در کنار عصا، یک سنگ طلایی‌شده به شکل اسکارات و یوغ یک گردونه را نیز بیرون آورد. آن شب، دیویس این اشیا را به گستون مسپرو نشان داد که با دیدن آن‌ها و کنجکاوی دربارهٔ صاحب آرامگاه، درخواست کرد که در بازگشایی آن در روز بعد حضور داشته باشد.

## محتویات
تا پیش از کشف آرامگاه توت‌عنخ‌آمون در سال ۱۹۲۲، این مقبره غنی‌ترین و بهترین مقبره حفظ‌شده در دره پادشاهان بود و نخستین مقبره‌ای بود که اشیای مهم آن درون‌جا کشف شد. تعداد زیاد اشیایی که در این مقبره انباشته شده بودند، آرتور ویگال را بر آن داشت که ورود به آن را با «ورود به خانه‌ای درون‌شهری که برای تابستان بسته شده باشد» مقایسه کند.

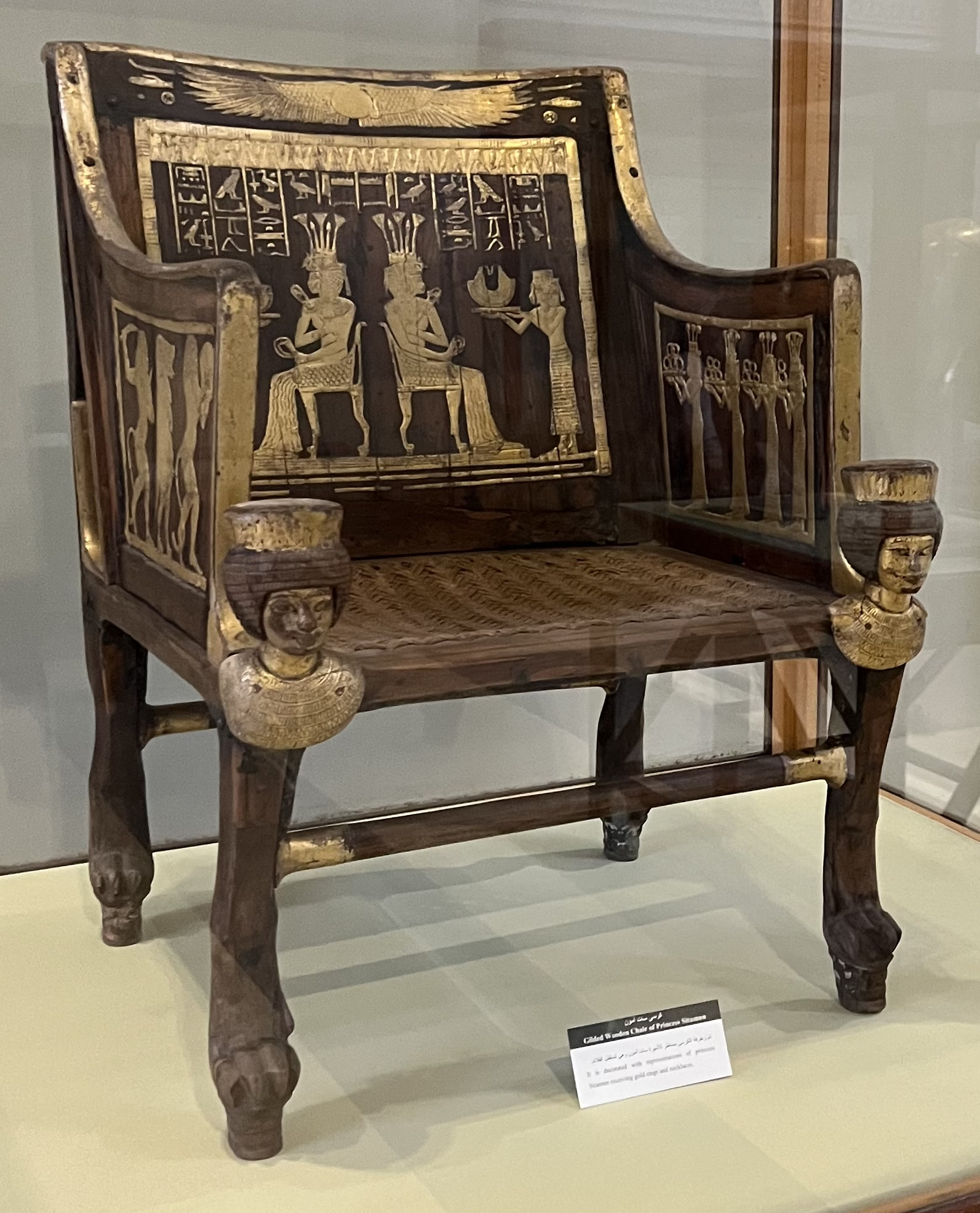
تخت سیتمون از مقبره یویا و تویا (موزه مصر)

اثاثیه خانگی به‌وضوح در مقبره قابل مشاهده بودند؛ در سمت چپ ورودی، بزرگ‌ترین صندلی از میان سه صندلی موجود در مقبره قرار داشت. این صندلی چوبی، که به‌عنوان تخت شاهزاده سیتمون شناخته می‌شود، روکشی از چوب قرمز دارد و با تزئینات طلاکاری‌شده مزین شده است؛ تکیه‌گاه آن دارای تصویری دوگانه از سیتمون، نوه آن‌ها، است که در حال دریافت گردنبندی از یک خدمتکار است. این صندلی اندازه‌ای مناسب برای یک فرد بالغ دارد. در سمت راست، صندلی دیگری که کوچک‌تر بود قرار داشت که به‌دلیل طراحی بازوی آن که به‌شکل بز کوهی زانو زده ساخته شده است، به نام 'صندلی بز کوهی' شناخته می‌شود. صندلی سوم نیز کوچک بوده و کاملاً زراندود است. در پشت آن، تصویر ملکه تیه که نشسته و یک گربه بزرگ زیر صندلی‌اش قرار دارد، در کنار سیتمون و دختری دیگر که سوار بر قایق پاپیروسی است، دیده می‌شود. این صندلی احتمالاً متعلق به یک کودک بوده و نشانه‌های ساییدگی در طلاکاری آن نشان می‌دهد که پیش از قرار گرفتن در مقبره، به‌خوبی استفاده شده بود.
تابوت‌های چوبی بزرگ و مجموعه تابوت‌های یویا و تویا بیشتر فضای مقبره را اشغال کرده بودند، به‌گونه‌ای که تابوت یویا در برابر دیوار شمالی و تابوت تویا در برابر دیوار جنوبی قرار داشت و هر دو به سمت غرب بودند. اندازه بزرگ این تابوت‌ها به‌گونه‌ای بود که احتمالاً در خود مقبره مونتاژ شده و شاید حتی در همان‌جا تکمیل شده بودند، زیرا هیچ شکاف و برشی در تزئینات طلاکاری‌شده آن‌ها دیده نمی‌شود. یک طرف تابوت یویا شکسته شده و درپوش آن جابه‌جا شده بود؛ درپوش‌های سه تابوت تو در توی او برداشته شده بودند، دو تا از آن‌ها روی هم چیده شده و بخشی از آن‌ها روی صندلی شاهزاده سیتمون قرار گرفته بود، و سومی به پهلو در کنار تابوت‌ها تکیه داده شده بود. ماسک کارتونیج طلاکاری‌شده او شکسته شده و جسد مومیایی‌شده‌اش که توسط غارتگران مورد بررسی قرار گرفته بود، در میان بقایای پارچه‌های پاره‌شده دیده می‌شد. تابوت تویا نیز تا حدودی از هم باز شده بود، به‌گونه‌ای که درپوش آن روی یکی از دو تخت گذاشته شده بود و یکی از کناره‌های آن بر روی درپوش قرار داده شده بود، در حالی که سمت جنوبی آن در برابر دیوار تکیه داده شده بود. این وضعیت امکان بیرون آوردن دو تابوت تو در توی او را فراهم کرده بود؛ درپوش تابوت بیرونی روی یکی از تخت‌ها انداخته شده بود، در حالی که بخش اصلی آن در گوشه‌ای از مقبره قرار گرفته بود. تابوت درونی او همچنان با درپوش بسته باقی مانده بود.
صندوق کانپیک نزدیک تابوت‌های صاحبان خود قرار گرفته و رو به غرب بودند. این دو جعبه از لحاظ ظاهری بسیار مشابه هم بودند، با سقف‌های شیب‌دار و تزئینات گچ‌بری طلاکاری‌شده روی زمینه‌ای سیاه. درپوش‌های هر دو صندوق جابه‌جا شده بود، اما کوزه‌های کانپیک مرمری و اندام‌های مومیایی‌شده، که در مورد تویا به‌شکل مومیایی با ماسک‌های طلاکاری‌شده بودند، دست‌نخورده باقی مانده بودند. در زیر تخت‌ها و در گوشه‌ای از ورودی، جعبه‌ها و صندوق‌هایی قرار داشتند، در حالی که درون یا زیر درپوش‌های تابوت‌های وارونه و بخش‌های داخلی آن‌ها، اشیایی چون بالش، یک کلاه‌گیس، گلدان‌های مرمری، و درپوش‌های جعبه‌ها یافت شد. محتویات صندوق‌ها شامل اشیایی مانند صندل، ابزارهای مدل برای اوشابتی، پارچه، و درپوش جعبه‌های اوشابتی بود.
در مجموع، نوزده اوشابتی در مقبره وجود داشت – پانزده مورد با نام یویا و چهار مورد با نام تویا. بیشتر این مجسمه‌ها همچنان در جعبه‌های خود بودند که بین تابوت یویا و دیوار قرار داشتند؛ چهار مورد دیگر از جعبه‌ای نزدیک در ورودی به‌دست آمد. اکثر این مجسمه‌ها از جنس چوب بودند، برخی از سدر و یکی از آبنوس، که اغلب با چهره‌ها و کلاه‌گیس‌ها یا یقه‌های طلاکاری‌شده تزئین شده بودند. اوشابتی‌های تویا ارزشمندتر از اوشابتی‌های همسرش بودند، چرا که دو مورد آن‌ها با ورق نقره پوشانده شده و دارای جزئیات طلاکاری‌شده بودند، در حالی که دو مورد دیگر کاملاً طلاکاری‌شده بودند. یویا یک نمونه غیرمعمول داشت که از جنس ورق مس بر روی هسته‌ای چوبی ساخته شده بود. این مجسمه‌ها با دعای شماره ۶ از کتاب مردگان منقوش شده بودند که آن‌ها را به انجام وظایف متوفی در دنیای مردگان فرا می‌خواند؛ تنها اوشابتی مرمری یویا بدون نوشته بود. هفت مورد از اوشابتی‌های یویا در طی انقلاب ۲۰۱۱ مصر از موزه مصر به سرقت رفتند که تاکنون شش مورد از آن‌ها بازیابی شده‌اند.

### یویا

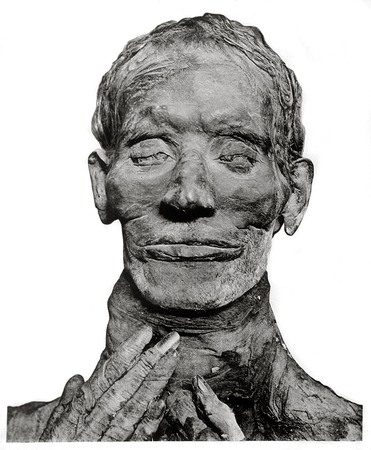
مومیایی یویا

مومیایی یویا همچنان تا حدی در لفافه‌های خود پیچیده بود، به طوری که تنها بخش تنهٔ او توسط دزدان باستانی از پوشش خود خارج شده بود. با وجود این دست‌درازی، دزدان صفحهٔ طلایی (۱۱۳ در ۴۲ میلیمتر (۴٫۴ در ۱٫۷ اینچ)) پوشانندهٔ برش مومیایی را از قلم انداخته بودند. زمانی که بدن یویا از درونی‌ترین تابوتش خارج شد، گردنبندی نیمه‌رشته‌شده متشکل از مهره‌های بزرگ طلایی و لاجوردی در پشت گردن او یافت شد که احتمالاً پس از پاره شدن توسط دزدان، در آنجا افتاده بود. لفاف‌های سالم سر او پیش از ارسال جسد به قاهره برداشته شدند.
بدن یویا متعلق به مردی سالخورده با قدی برابر با ۱٫۶۵۱ متر (۵٫۴۲ فوت) است که دارای موی سفید موج‌دار بوده که اکنون در اثر فرایند مومیایی تغییر رنگ داده است؛ ابروها و مژه‌های او قهوه‌ای تیره هستند. بازوهای او خم شده و دستانش در زیر چانه‌اش قرار دارند. یک محفظهٔ انگشتی طلایی روی انگشت کوچک دست راست او یافت شد. بسته‌های پارچه‌ای برای مومیایی‌سازی در جلوی چشمان او قرار داده شده بودند و حفرهٔ بدن او با بسته‌های کتانی آغشته به رزین پر شده بود. اسمیت سن او را بر اساس ظاهر ظاهری حدود ۶۰ سال تخمین زد. اسکن CT سن او را در هنگام مرگ بین ۵۰ تا ۶۰ سال برآورد کرده است، بر اساس میزان تحلیل مفاصل و فرسایش دندان‌ها؛ علت مرگ او مشخص نشده است. ماسپرو بر اساس موقعیت تابوت‌ها استنباط کرد که یویا نخستین فردی بود که در این آرامگاه به خاک سپرده شد. با این حال، چشم‌های بزرگ و بینی و دهان کوچک که در ماسک تدفینی او دیده می‌شود، نشان می‌دهد که این ماسک در دههٔ آخر سلطنت آمنهوتپ سوم ساخته شده، که به این معنی است که او احتمالاً بعد از تویا درگذشته است.
در حالی که اسمیت اظهار می‌دارد که ویژگی‌های ظاهری او کاملاً مصری نیستند، او معتقد است که در طول تاریخ مصر مهاجرت‌های بسیاری از کشورهای همسایه رخ داده است و «ابراز نظر قطعی دربارهٔ ملیت [یویا] بی‌احتیاطانه خواهد بود.»

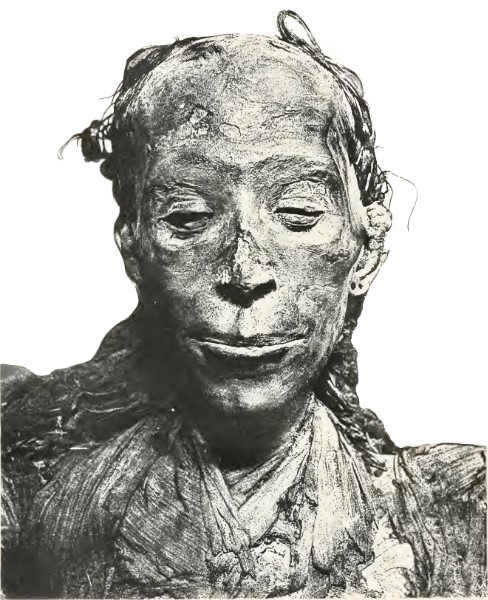
مومیایی تویا

### تویا
لفاف‌های تویا نسبت به یویا بیشتر آسیب دیده بودند. او با یک کفن کتانی بزرگ پوشیده شده بود که در پشت گره خورده و با چهار نوار محکم شده بود. این نوارها با رزین پوشیده شده بودند و در مقابل هر نوار، عناوین زراندود تویا که از ورقهٔ طلایی بریده شده بودند، قرار داشتند. پوشش رزینی لایه‌های پایینی بانداژها، اثر یک طوق وسیع را حفظ کرده بود.
بدن تویا متعلق به زنی سالخورده و کوتاه‌قامت با قدی برابر با ۱٫۴۹۵ متر (۴٫۹۰ فوت) است که دارای موی سفید است. بازوهای او صاف و دستانش در کنار ران‌هایش قرار گرفته‌اند. برش مومیایی او با نخی دوخته شده که در انتهای پایینی آن یک مهرهٔ بشکه‌ای شکل از جنس عقیق جگری متصل شده است؛ حفرهٔ بدن او با کتانی آغشته به رزین پر شده بود. زمانی که داگلاس دری (که بعداً اولین بررسی مومیایی توت‌عنخ‌آمون را انجام داد) در حال کمک به اسمیت برای بررسی تویا بود و پای او را برای اندازه‌گیری دقیق‌تر قدش نمایان کرد، مشخص شد که او صندل‌هایی از ورقهٔ طلا به پا دارد. اسمیت سن او را بر اساس ظاهر ظاهری، بیش از ۵۰ سال تخمین زد. اسکن CT سن او را در هنگام مرگ بین ۵۰ تا ۶۰ سال برآورد کرده است. این اسکن همچنین نشان داد که او دچار کژپشتی خفیفی با زاویهٔ کابب ۲۵ درجه بود. هیچ علت مشخصی برای مرگ او یافت نشد.